# Pirtó
Pirtó es un pueblo en el condado de Bács-Kiskun, en la región de la Gran Llanura del Sur del sur de Hungría.
Los croatas en Hungría llaman a este pueblo Pirtov.
El pueblo es conocido por su área natural protegida con arbustos de enebro, la pera Kiffer y su tradición anual de 'Buckajárás '.

## Historia
Según hallazgos arqueológicos, la zona ya estaba habitada durante el Período de Migración. Bajo el reinado de la dinastía Árpád, los cumanos se asentaron aquí. En el siglo XVI, la región quedó bajo control otomano. Tras la expulsión de los turcos, Pirtó se convirtió en una zona de pastoreo compartida por Kiskunhalas y los condes Cseszneky de Milvány. Para el siglo XIX, una extensa red de granjas aisladas caracterizaba la zona de Pirtó, que aún estaba administrada por el consejo de Kiskunhalas. Pirtó se fundó como pueblo independiente en 1947.

## Geografía
Tiene una superficie de 34,49 kilómetros cuadrados y tiene una población de 805 habitantes (2024).  Se encuentra justo en la carretera principal 53 y en la línea ferroviaria Budapest-Kelebia. Su excelente ubicación contribuye al constante desarrollo del pueblo.